# Life on Mars?
«Life on Mars?»  (англ. Життя на Марсі?) — пісня Девіда Бові, вперше випущена у 1971 році на альбомі «Hunky Dory». У роботі над піснею, яку радіостанція BBC Radio 2 пізніше назвала «гібридом бродвейського мюзиклу і живопису Сальвадора Далі», взяв участь запрошений клавішник Рік Уейкман. Випущена як сингл в 1973 році, вона добралася до 3-го місця у Великій Британії і залишалася в чарті 13 тижнів. Через 30 років пісня повернулася в британський чарт на 55-е місце, головним чином завдяки своїй появі в однойменному англійському телесеріалі. Ніл Маккормік з британської газети The Telegraph поставив її на перше місце в своєму списку 100 найкращих пісень усіх часів.

## Історія створення
У 1968 році Бові написав «Even a Fool Learns to Love», поклавши власний текст на музику французької пісні «Comme d’habitude» 1967 року. Пісня Бові ніколи не випускалась, але Пол Анка купив права на оригінальну французьку версію і переписав її в «My Way», прославивши Френка Сінатру, будучи записаною на однойменному альбомі 1969 року. Успіх версії Анки спонукав Бові написати «Life on Mars?»  як пародію на запис Сінатри, акорди пісень теж схожі.
Бові зазначив, що Уейкман «прикрасив фортепіанну партію» своєю своєрідною мелодією, а гітарист Мік Ронсон «створив одну з перших і кращих гітарних партій» для пісні. У написі на обкладинці «Hunky Dory» зазначено, що пісня була «натхненна Френкі». Для просування синглу Мік Рок зняв відеокліп, в якому Бові в бірюзовому костюмі виконував пісню соло на білому тлі.

## Текст пісні
Радіостанція Бі-бі-сі назвала текст пісні «Life on Mars?»  «одним з найдивніших з будь коли написаних», що складається з «безлічі сюрреалістичних образів», подібних картинам Сальвадора Далі.
Під час випуску «Hunky Dory» в 1971 році Бові визначив тему пісні як «реакцію чутливої дівчини на мас-медіа». У 1997 році він додав: «Я думаю, що вона розчарована дійсністю, але, незважаючи на це, їй твердять, що десь є життя прекрасніше, і вона гірко розчарована тому, що двері в це життя для неї закриті».
Рядок «Look at those cavemen go» є відсиланням до пісні «Alley Oop» — єдиному хіту 1960 року американської ду-воп групи The Hollywood Argyles.

## Вплив на популярну культуру
Пісня була використана в якості назви і саундтрека однойменного телесеріалу виробництва BBC. Вона часто звучала протягом обох сезонів телесеріалу, а також в його спін-офі «Прах до праху». Вона також використовувалася в американській адаптації серіалу.
В епізоді «Води Марса» британського телесеріалу «Доктор Хто» на Марсі була виявлена космічна станція «Bowie Base One».
У четвертому сезоні серіалу Американська історія жахів господиня цирку Ельза Марс виконує пісню, представляючи себе знаменитою співачкою в барвистому шоу. У цій сцені актриса Джессіка Ленг представлена в образі Девіда Бові з оригінального відео (бірюзові костюм і віки).

## Список композицій
Слова і музика всіх пісень написані Девідом Бові.
1. «Life on Mars?» — 3:48
2. «The Man Who Sold the World» — 3:55

## Учасники запису
- Девід Бові — вокал, гітара
- Мік Ронсон — гітара
- Тревор Болдер — бас-гітара на «Life On Mars?»
- Мік Вудмэнси — ударні
- Рік Уейкман — фортепіано на «Life on Mars?»
- Ральф Мейс — синтезатор на «The Man Who Sold The World»
- Тоні Вісконті — продюсер, бас-гітара на «The Man Who Sold the World»
- Кен Скотт — продюсер на «Life on Mars?»

## Чарти
| Рік  | Чарт                               | Макс. позиція |
| ---- | ---------------------------------- | ------------- |
| 1973 | Німеччина (Media Control Charts)   | 39            |
| 1973 | Ірландія (IRMA)                    | 4             |
| 1973 | Велика Британія (UK Singles Chart) | 3             |
| 2007 | Велика Британія (UK Singles Chart) | 55            |
| 2009 | Австралія (ARIA)                   | 67            |